# Charles Coburn
Charles Douville Coburn (Savannah, 19 giugno 1877 – New York, 30 agosto 1961) è stato un attore statunitense.

## Biografia
Nato e cresciuto a Savannah, iniziò a lavorare nel teatro locale diventandone il direttore alla giovane età di 18 anni. Solo successivamente intraprese la carriera di attore e debuttò a Broadway nel 1901. Recitò in coppia con Ivah Wills, che sposò nel 1906 rimanendo al suo fianco fino alla sua morte avvenuta nel 1937. La coppia ebbe 6 figli. Subito dopo Coburn si trasferì a Los Angeles per recitare nel cinema, diventando un apprezzato caratterista quasi sempre in ruoli divertenti.
Vinse il premio Oscar al miglior attore non protagonista nel 1944 per l'interpretazione dell'anziano miliardario Benjamin Dingle in Molta brigata vita beata.
Negli anni 40 e 50 diventò membro attivo di movimenti contro l'integrazione razziale e contro le infiltrazioni comuniste negli Stati Uniti.
Nel 1959 si sposò con Winifred Natzka, vedova di un noto cantante d'opera neozelandese. Fu omaggiato nel 1960 con una stella sulla Walk of Fame di Hollywood al numero 6268 di Hollywood Boulevard. Morì l'anno dopo a causa di un attacco di cuore, all'età di 84 anni.

## Filmografia parziale

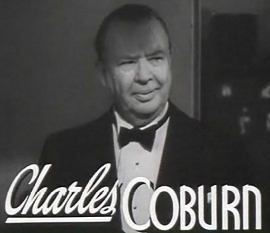
L'attore nel trailer di Rapsodia in blu (1945)

### Cinema
- Boss Tweed (1933)
- Espiazione (The People's Enemy), regia di Crane Wilbur (1935)
- Cuori umani (Of Human Hearts), regia di Clarence Brown (1938)
- Una donna vivace (Vivacious Lady), regia di George Stevens (1938)
- Yellow Jack, regia di George B. Seitz (1938)
- Lord Jeff, regia di Sam Wood (1938)
- Spregiudicati (Idiot's Delight), regia di Clarence Brown (1939)
- Ritorna l'amore (Made for Each Other), regia di John Cromwell (1939)
- La sposa di Boston (The Story of Alexander Graham Bell), regia di Irving Cummings (1939)
- Situazione imbarazzante (Bachelor Mother), regia di Garson Kanin (1939)
- Non puoi impedirmi d'amare (In Name Only), regia di John Cromwell (1939)
- L'esploratore scomparso (Stanley and Livingstone), regia di Henry King (1939)
- La danzatrice di Singapore (Road to Singapore), regia di Victor Schertzinger (1940)
- Il romanzo di una vita (Edison, the Man), regia di Clarence Brown (1940)
- Lo stalliere e la granduchessa (Florian), regia di Edwin L. Marin (1940)
- The Captain Is a Lady, regia di Robert B. Sinclair (1940)
- La valle dei monsoni (Three Faces West), regia di Bernard Vorhaus (1940)
- Lady Eva (The Lady Eve), regia di Preston Sturges (1941)
- Il diavolo si converte (The Devil and Miss Jones), regia di Sam Wood (1941)
- La fidanzata di mio marito (Our Wife), regia di John M. Stahl (1941)
- Unexpected Uncle, regia di Peter Godfrey (1941)
- Il molto onorevole Mr. Pulham (H.M. Pulham, Esq.), regia di King Vidor (1941)
- Delitti senza castigo (Kings Row), regia di Sam Wood (1941)
- In questa nostra vita (In This Our Life), regia di John Huston (1942)
- Mia moglie ha sempre ragione (George Washington Slept Here), regia di William Keighley (1942)
- Per sempre e un giorno ancora (Forever and a Day), regia di Edmund Goulding e Cedric Hardwicke (1943) (scene cancellate)
- Molta brigata vita beata (The More the Merrier), regia di George Stevens (1943)
- Il fiore che non colsi (The Constant Nymph), regia di Edmund Goulding (1943)
- Il cielo può attendere (Heaven Can Wait), regia di Ernst Lubitsch (1943)
- Sua Altezza è innamorata (Princess O'Rourke), regia di Norman Krasna (1943)
- My Kingdom for a Cook, regia di Richard Wallace (1943)
- Knickerbocker Holiday, regia di Harry Joe Brown (1944)
- Wilson, regia di Henry King (1944)
- Anni impazienti (The Impatient Years), regia di Irving Cummings (1944)
- Ancora insieme (Together Again), regia di Charles Vidor (1944)
- Scandalo a corte (A Royal Scandal), regia di Otto Preminger (1945)
- Rapsodia in blu (Rhapsody in Blue), regia di Irving Rapper (1945)
- Addio vent'anni (Over 21), regia di Charles Vidor (1945)
- Chango (Shady Lady), regia di George Waggner (1945)
- Colonel Effingham's Raid, regia di Irving Pichel (1946)
- Anni verdi (The Green Years), regia di Victor Saville (1946)
- Lo sparviero di Londra (Lured), regia di Douglas Sirk (1947)
- Il caso Paradine (The Paradine Case), regia di Alfred Hitchcock (1947)
- La moglie ricca (B.F.' Daughter), regia di Robert Z. Leonard (1948)
- I verdi pascoli del Wyoming (Green Grass of Wyoming), regia di Louis King (1948)
- Ho ritrovato la vita (Impact), regia di Arthur Lubin (1949)
- Yes Sir, That's My Baby, regia di George Sherman (1949)
- Il dottore e la ragazza (The Doctor and the Girl), regia di Curtis Bernhardt (1949)
- La bella preda (The Gal Who Took the West), regia di Frederick de Cordova (1949)
- Se mia moglie lo sapesse (Everybody Does It), regia di Edmund Goulding (1949)
- Amo Luisa disperatamente (Louisa), regia di Alexander Hall (1950)
- Peggy la studentessa (Peggy), regia di Frederick De Cordova (1950)
- Assedio d'amore (Mr. Music), regia di Richard Haydn (1950)
- Il ribelle dalla maschera nera (The Highwayman), regia di Lesley Selander (1951)
- Il capitalista (Has Anybody Seen My Gal), regia di Douglas Sirk (1952)
- Il magnifico scherzo (Monkey Business), regia di Howard Hawks (1952)
- L'irresistibile Mr. John (Trouble Along the Way), regia di Michael Curtiz (1953)
- Gli uomini preferiscono le bionde (Gentlemen Prefer Blondes), regia di Howard Hawks (1953)
- The Rocket Man, regia di Oscar Rudolph (1954)
- La lunga notte (The Long Wait), regia di Victor Saville (1954)
- Scandalo al collegio (How to Be Very, Very Popular), regia di Nunnally Johnson (1955)
- Il giro del mondo in 80 giorni (Around the World in Eighty Days), regia di Michael Anderson (1956)
- I filibustieri della finanza (The Power and the Prize), regia di Henry Koster (1956)
- Città sotto inchiesta (Town on Trial), regia di John Guillermin (1957)
- Come uccidere uno zio ricco (How to Murder a Rich Uncle), regia di Nigel Patrick (1957)
- L'inferno ci accusa (The Story of Mankind), regia di Irwin Allen (1957)
- Il molto onorevole Mr. Pennypacker (The Remarkable Mr. Pennypacker), regia di Henry Levin (1959)
- Uno sconosciuto nella mia vita (A Stranger in My Arms), regia di Helmut Käutner (1959)
- Il grande capitano (John Paul Jones), regia di John Farrow (1959)

### Televisione
- The Eddie Cantor Comedy Theater – serie TV, episodio 1x34 (1955)
- The Star and the Story – serie TV, episodi 1x16-2x06 (1955-1956)
- Damon Runyon Theater – serie TV, episodio 2x18 (1956)
- The Best of the Post – serie TV, episodio 1x21 (1961)

## Riconoscimenti
- Premio Oscar
  - 1942 – Candidatura al miglior attore non protagonista per Il diavolo si converte
  - 1944 – Miglior attore non protagonista per Molta brigata vita beata
  - 1947 – Candidatura al miglior attore non protagonista per Anni verdi

- National Board of Review Awards
  - 1942 – Miglior recitazione per In questa nostra vita, Delitti senza castigo ed Il molto onorevole Mr. Pulham

Charles Coburn ricevette una stella sulla Hollywood Walk of Fame.

## Doppiatori italiani
- Mario Besesti in Non puoi impedirmi d'amare, La valle dei monsoni, Il cielo può attendere, Ancora insieme, Anni verdi, Il caso Paradine, La bella preda, Se mia moglie lo sapesse, Amo Luisa disperatamente, Il capitalista, Il magnifico scherzo, Gli uomini preferiscono le bionde, Scandalo al collegio, Il molto onorevole Mr. Pulham, Peggy la studentessa
- Olinto Cristina in Situazione imbarazzante, In questa nostra vita, Il fiore che non colsi, Rapsodia in blu, Assedio d'amore, L'irresistibile Mr. John
- Amilcare Pettinelli in Ritorna l'amore, Lady Eva, I filibustieri della finanza, Il molto onorevole Mr. Pennypacker, Uno sconosciuto nella mia vita
- Lauro Gazzolo in Il giro del mondo in 80 giorni
- Augusto Marcacci in Il grande capitano
- Angelo Nicotra in Una donna vivace (ridoppiaggio)
- Ennio Balbo in L'esploratore scomparso (ridoppiaggio)
- Ivo Garrani in Il diavolo si converte (ridoppiaggio)
- Giuseppe Fortis in Il molto onorevole Mr. Pulham (ridoppiaggio)
- Paolo Lombardi in In questa nostra vita (ridoppiaggio)
- Sergio Fiorentini in Molta brigata vita beata (ridoppiaggio)